# Minnewankameer
Minnewankameer (Engels:Lake Minnewanka, vrij vertaald: 'Water van de geesten', volgens de Nakoda-indianen) is een gletsjermeer dat aan de oostkant van het Nationaal park Banff in Alberta, Canada ligt, ongeveer 5 kilometer noordoost van de stad Banff. Het meer is 28 kilometer lang en 142 meter diep, waardoor het de langste meer is binnen de Canadese Rocky Mountains.
Het meer wordt gevoed door de Cascade rivier, die komt van de oostkant van de Cascadeberg en voert naar de Stewart Canyon waar hij aan de westzijde het meer instroomt. Ook andere stromen vanaf de bergen Inglismaldie, Girouard en Peechee aan de zuidkant voeden het meer.
Er zijn menselijke sporen van ongeveer 10.000 jaar geleden gevonden rond het meer, zoals stenen voorwerpen en speerpunten uit de cloviscultuur. Het gebied rond het meer is rijk aan dieren als wapiti's (elk), muildierherten, argali's (bergschaap) en beren.
Dammen werden er gebouwd in 1895, 1912 en 1941 om het dorp van hydro-elektrische stroom te voorzien. De laatste dam (1941) liet het meer met 30 meter stijgen, waarbij het dorp Minnewanka Landing, dat sinds 1888 bestond, onder water kwam te staan. Door de aanwezigheid van een onder water gelegen dorp, een brug en de dam uit 1912, is het meer een populair gebied geworden voor recreatieve duiksporters.

## Gebeurtenissen
- 1888 - Het dorp 'Minnewanka Landing' wordt gesticht aan het Minnewakameer.
- 1895 - De eerste dam werd gebouwd door het bedrijf Sanitzer shores.
- 1902 - Het mijndorp Bankhead ontstaat, 2 km noordwestelijk van het meer.
- 1912 - De tweede dam wordt gebouwd door het bedrijf 'Calgary Power & co', deze wordt gebruikt door militaire bataljons voor recreatieve doeleinden.
- 1922 - In juni 1922 verlaat men het mijnstadje Bankhead, dat verandert in een spookstad.
- 1941 - De derde dam wordt gebouwd door 'Calgary Power & co'. Doordat deze dam hoger ligt, worden de vorige nutteloos en verdwijnt het dorp Minnewanka Landing onder water.
- 1960 - Noordwestelijk van het meer wordt een uitkijktoren gebouwd, om zomerse bosbranden in de gaten te houden.
- 2000 - Toerisme trekt aan vanwege vaar- en trektochten.